# 柏原市立柏原中学校
柏原市立柏原中学校（かしわらしりつ かしわら ちゅうがっこう）は、大阪府柏原市の公立中学校。
地域の清掃活動や住民の訪問・学校開放など、地域に根ざした取り組みに力を入れている。また地域の協力を得て、大阪府で初めてとなる職業体験学習を1998年に実施した。

## 沿革
学制改革に伴い、1947年に柏原町立中学校として創立した。当初は旧青年学校跡を本校とし、柏原小学校・堅下小学校・堅上小学校の3ヶ所に分校を設置していた。
しかし分校が広範囲に散らばっていることで教育活動に支障が出るとして、1948年1月に八尾市田井中・旧軍八尾飛行場兵舎2棟の払い下げを受け、校舎としての改造のうえで統合移転する予定にしていた。しかし改造工事中に火災にあって全焼し、旧兵舎跡への移転は実現しなかった。その直後の1948年2月には、柏原機械製作所の工場跡など（現在地）を買収し、整備の上で1948年6月に本校と2分校を移転統合している。分校として残った堅上分校は、1948年9月に柏原町立堅上中学校（現在の柏原市立堅上中学校）として独立した。
1958年10月の柏原市の市制施行に伴い、柏原市立柏原中学校となった。1982年には柏原市立堅下南中学校を分離している。

### 年表
- 1947年4月1日 - 柏原町立中学校として開校。本校のほか3つの分校を設置。
- 1948年4月1日 - 現在地に移転、2分校を統合。
- 1948年9月1日 - 堅上分校を、柏原町立堅上中学校（現在の柏原市立堅上中学校）として分離。
- 1958年10月1日 - 市制施行により、柏原市立柏原中学校と改称。
- 1982年 - 従来の校区の一部を、新設の柏原市立堅下南中学校校区へ分離。
- 1989年 - 文部省の道徳教育研究指定校となる。
- 1997年 - 同校体育館が、第52回国民体育大会ボクシング競技大会の会場となる。
- 1998年 - 大阪府下で初めての職業体験学習『わくわくワーク3days』を実施。

## 通学区域
- 柏原市立柏原小学校、柏原市立柏原東小学校の通学区域。
  - 柏原市 本郷、大正、古町、今町、上市、清洲、河原町、堂島町、大県1丁目
  - 柏原市 法善寺1丁目の一部、太平寺1丁目の一部
  - 柏原市 峠（柏原市立堅上中学校との校区選択地区）

## 交通
- 近鉄大阪線 堅下駅から西へ500m
- JR関西本線（大和路線）・近鉄道明寺線 柏原駅から北へ500m